# Времетрясение
«Времетрясение» (англ. Timequake) — последний роман Курта Воннегута. Опубликован в 1997 году.

## Стиль
«Времетрясение» — полуавтобиографический роман, в котором изложение фантастического сюжета с вымышленными героями переплетается с мемуарной прозой, а также рассуждениями на темы социализма, гуманизма и морали.
В предисловии Воннегут утверждает, что существовала первая версия романа («Времетрясение-один»), «роман, в котором не было сюжета, в котором не было смысла, который вообще не хотел, чтобы его писали», и что опубликованная версия («Времетрясение-два») — это «уха из лучших кусков [первой версии романа], приправленная мыслями и событиями, произошедшими за последние семь или около того месяцев».
Как и во многих других романах автора, повествование нелинейно. Кроме того, в финальных сценах романа автор появляется в качестве персонажа фантастической ветки сюжета, встречаясь с Килгором Траутом — своим альтер эго. Такой же приём Воннегут использует, например, в коротком эпизоде «Бойни номер пять».

## Сюжет
13 февраля 2001 года происходит катаклизм — «времетрясение», в результате которого весь мир был отброшен в 17 февраля 1991-го. Следующие («подарочные») десять лет все вынуждены точь-в-точь повторять все действия, которые совершили при первом проживании этого периода, полностью осознавая это повторение, но без возможности что-либо изменить.
Когда «подарочные» десять лет заканчиваются, люди, привыкшие просто следовать повторяющимся событиям, впали в ступор, неспособные принять какое бы то ни было решение. Происходит множество аварий и столкновений из-за застывших пилотов, водителей и других специалистов. Это состояние Воннегут называет «свобода воли взяла всех за жабры».
Мир спасает Килгор Траут, писатель-фантаст, сквозной персонаж многих романов Воннегута. На момент катаклизма он — старик, живущий в приюте для бездомных в Нью-Йорке. С помощью сотрудников Американской академии искусств и словесности — секретарши Моники Пеппер и охранника Дадли Принса — Траут «будит» застывших людей и побуждает их к действию формулой «Ты был болен, но теперь ты снова в порядке, и надо столько сделать».
После того, как процесс пробуждения запущен, Траут, Моника и Дадли, отстранённые властями от участия в дальнейшем восстановлении, едут в дом для престарелых писателей «Занаду». Туда же приезжает сам Воннегут и множество друзей и знакомых обоих писателей. Герои ставят пьесу об Аврааме Линкольне, чествуют Траута как спасителя мира, после чего он, умиротворённый, умирает.
В предисловии (написанном в 1996-м) Воннегут пишет: «Я воображал, что буду еще жив в 2001 году и буду присутствовать на пикнике. В главе 46 я воображаю, что еще жив в 2010 году». В действительности Курт Воннегут скончался 11 апреля 2007 года. Во «Времетрясении» Килгор Траут, альтер эго автора, умирает в возрасте 84-х лет. Столько же было самому автору на момент смерти.

## Произведения Килгора Траута, упомянутые в романе
- Его «первый рассказ»: о Рыцарях Круглого Стола, в результате заклинания Мерлина получивших пулемёты Томпсона. Сэр Галахад, изучая его, спускает курок. «Пуля разбивает вдребезги Святой Грааль и превращает королеву Гвиневеру в мясной фарш». (Предисловие)
- «Ничего смешного»: о пилоте воображаемого бомбардировщика «Прайд Джой», который должен был сбросить третью атомную бомбу (после Хиросимы и Нагасаки) на Иокогаму. В последний момент он отказывается выполнять задание и возвращается на базу. Во время суда над ним у присутствующих начинается приступ истерического хохота (от описания паники на базе при возвращении самолёта с бомбой). «Едва судья восстановил порядок, как на дне Тихого океана образовалась трещина. В неё провалился остров Баналулу, военный трибунал, „Прайд Джой“, неиспользованная атомная бомба и все остальное.» (Глава 3)